# Église Notre-Dame de Vermenton
L'église Notre-Dame de Vermenton est une église située à Vermenton, en France.

## Localisation
L'église est située dans le département français de l'Yonne, sur la commune de Vermenton.

## Historique

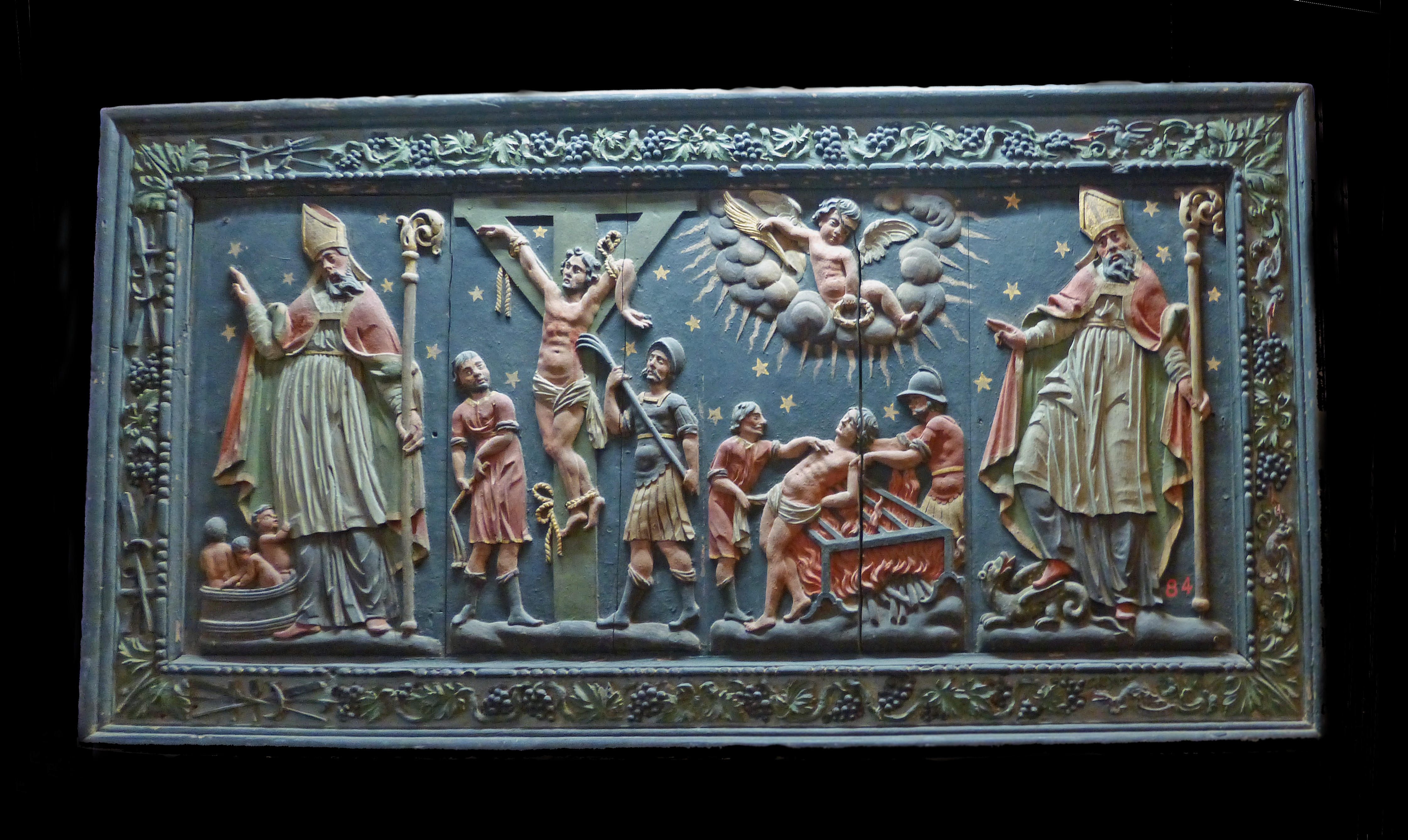
Devant d'autel de la chapelle Saint-Nicolas, déposé en 1753 (abbaye Saint-Germain d'Auxerre)

L'édifice est classé au titre des monuments historiques en 1920.